# Порпора, Паоло
Па́оло По́рпора (итал. Paolo Porpora, 1617, Неаполь — 1673, Рим) — итальянский художник XVII века, мастер натюрмортов и анималистического жанра.

## Биография
Принадлежит к числу подзабытых художников. По предположениям, родился и жил в городе Неаполь. Художественное мастерство изучал в Неаполе, в мастерской художника Джакомо Рекко, который был отцом неаполитанского мастера натюрмортов Джузеппе Рекко (1634—1695). Первое документальное свидетельство о художнике датируется 1632 годом.
По свидетельствам Бернардо де Доминичи, работал также в мастерской художника Аньелло Фальконе (1600—1665), мастера батальных картин.
В 1654 года отбыл в Рим, где присоединился к официальной там гильдии святого Луки в 1656—1658 годах. Это давало право работать в Риме на законных основаниях. В Риме того времени работало немало художников из северных стран Европы, объединённых в художественное общество «Перелётные птицы». Нечто подобное до анималистических произведений Паоло Порпора делал художник Отто Марсеус ван Скрик, большой поклонник животных и пресмыкающихся.
Паоло Порпора создавал цветочные натюрморты, что дало основания считать, будто на художественную манеру неаполитанского художника повлияли произведения нидерландских художников, мастеров цветочных натюрмортов. Однако Паоло Порпора абсолютно ни на кого не похож в собственных картинах анималистического жанра — ни на современных ему итальянских, ни на современных ему иностранных художников. Довольно оригинальным он был и в создании цветочных натюрмортов, давая зрителям любоваться как отдельными образцами цветов («Пять петушков, бабочки и ящерица»), так и их простым нагромождением, ни одно из которых не поставлено в стеклянную вазу, расположенную рядом («Цветы рядом со стеклянной вазой»).
Брал учеников в собственную мастерскую, среди них Джованни Баттиста Руопполо (1629—1693) и Онофрио Лоттом (умер в 1717 году).
Порпора умер в Риме в 1673 году.

## Избранные произведения
- «Черепахи и лягушки», Музей Каподимонте, Неаполь
- « Черепаха и краб», до 1656, Художественный музей Нанси, Франция
- «Грибы, змея, лягушка и ящерица», частное собрание
- «Цветы и лягушки», Национальный музей Швеции, Стокгольм[4]
- «Натюрморт», Музей изобразительных искусств имени Пушкина
- «Цветы», сборник Киджи, Рим[4]
- «Цветы и качената», Валенсия, Испания[4]
- «Весенние цветы в стеклянной вазе», ок. 1660, частное собрание

## Галерея

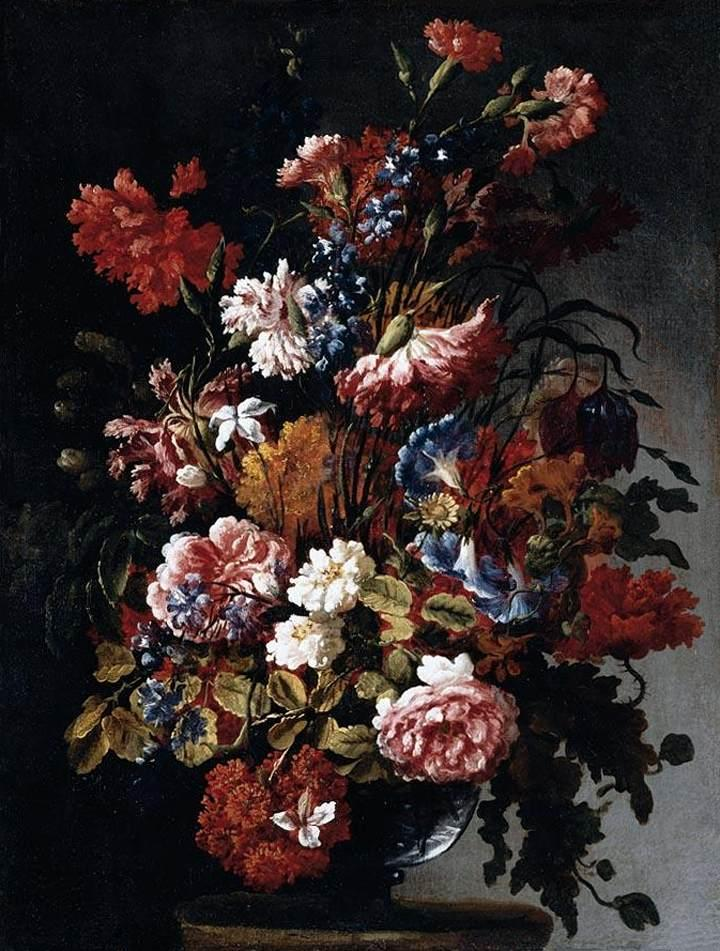
П. Порпора. «Весенние цветы в стеклянной вазе», ок. 1660, частное собрание

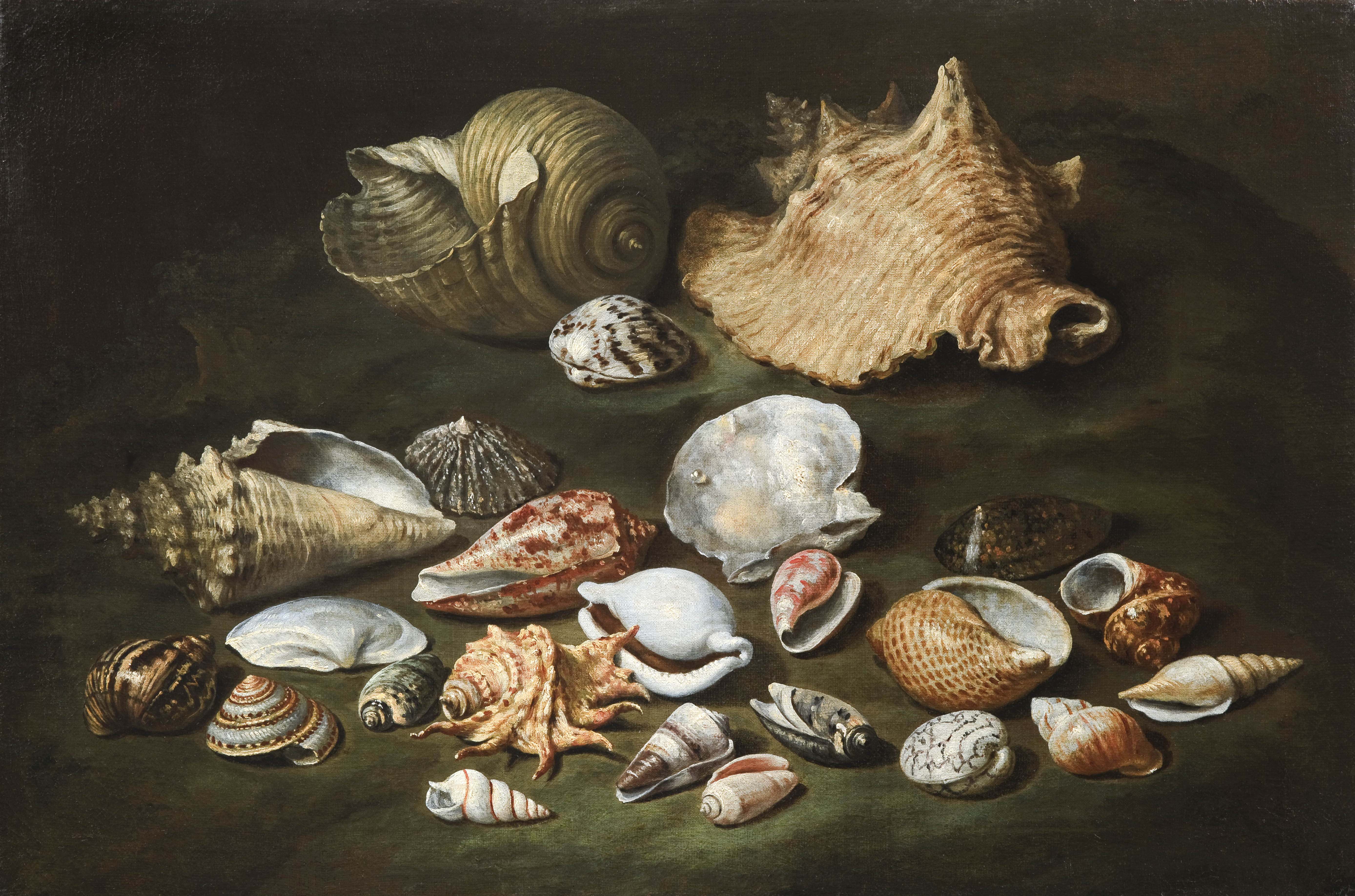
П. Порпора. «Коллекция мушлей»

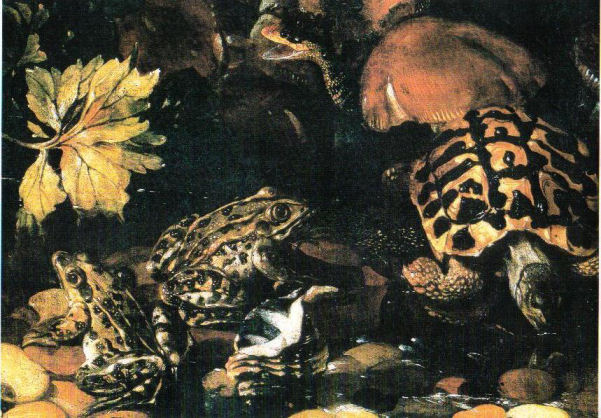
«Черепахи и лягушки», Каподимонте, Неаполь
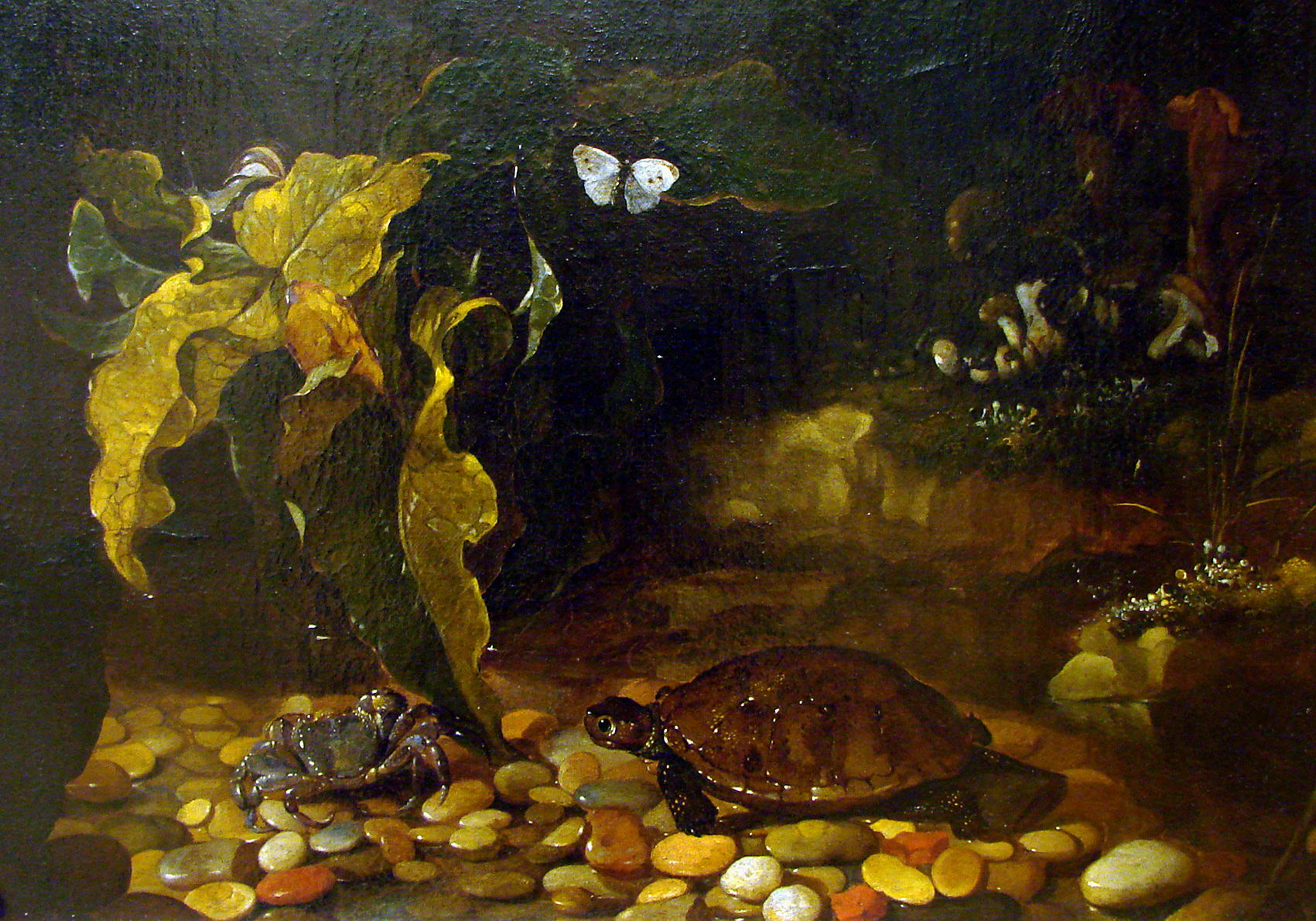
« Черепаха и краб», до 1656, Художественный музей Нанси, Франция
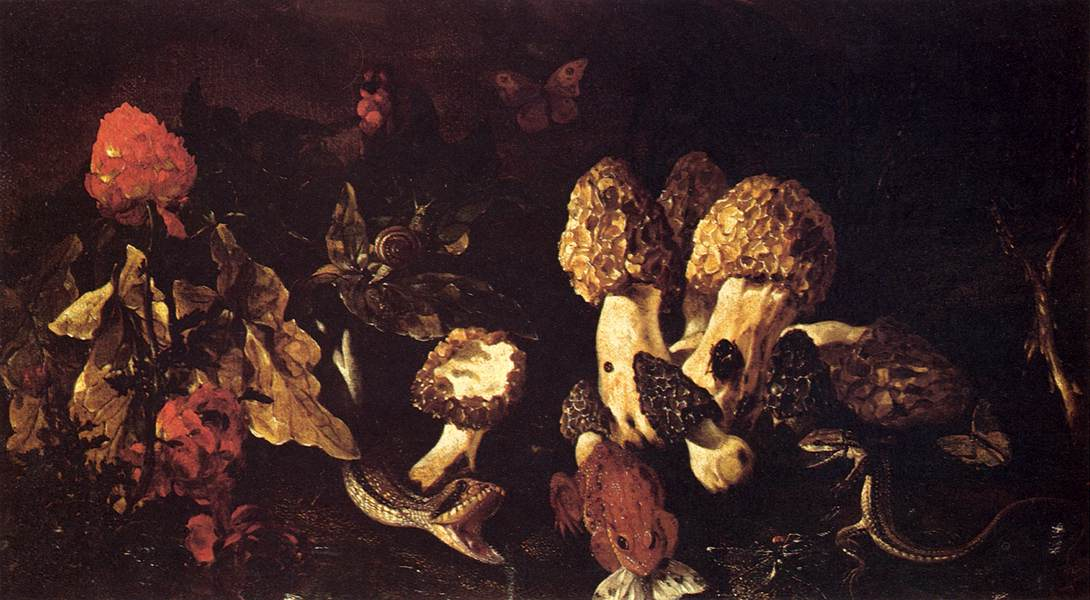
«Грибы, змея, лягушка и ящерица», частное собрание
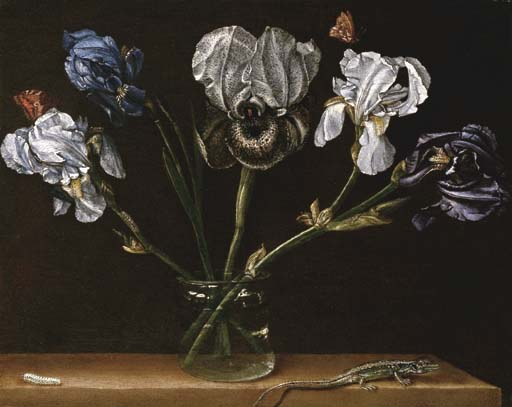
«Пять петушков, бабочка и ящерица», ок. 1650 г.
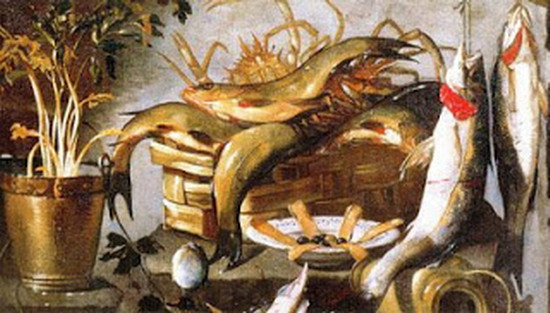
«Растения и рыбы в плетеной корзине»
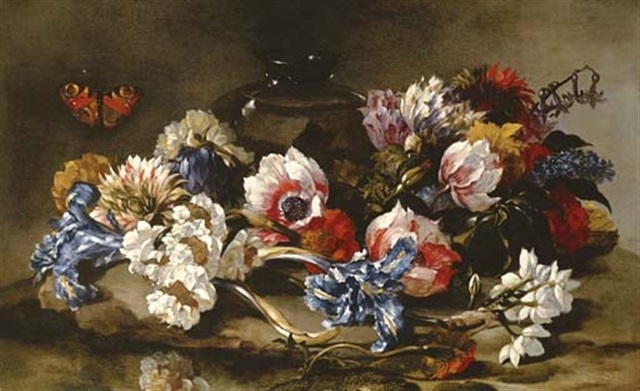
«Цветы рядом со стеклянной вазой», середина 17 века